# Via de' Coverelli
Via de' Coverelli è una strada urbana del centro di Firenze, situata in Oltrarno, tra il lungarno Guicciardini e via del Presto di San Martino, incrociando quasi a metà via Santo Spirito. 

## Storia e descrizione
La strada prenden il nome dalla famiglia Coverelli, il cui palazzo caratterizza il primo tratto della via, occupandone l'intero lato occidentale e abbellendola con gli elaborati graffiti quattrocenteschi. Questo tratto fu chiamato anche via dei Vettori, dal nome della famiglia che possedette proprietà in questa zona (come il palazzo Capponi Vettori o il palazzo Vettori di Santo Spirito con un bello stemma sulla cantonata successiva). Il palazzo sulla sinistra è invece palazzo Segni. 
Il tratto seguente costeggia il palazzo Machiavelli e gli edifici ad esso annessi o dipendenti, con una pittoresca fila di mensole in pietra che reggono un avancorpo sporgente. Ai Machiavelli appartengono alcuni stemmi in terracotta sul palazzo e uno su un esercizio commerciale sull'altro lato, dove doveva esistere una rimessa. Al 27 rosso si nota invece un consumato stemma, forse una variante di quello Amerighi che si vede anche poco più avanti sull'edificio al n. 8. Questo tratto di strada arriva poi a lambire il retro della basilica di Santo Spirito e qui curva lungo il fianco di quest'ultima, aprendosi alla scalinata della platea laterale della chiesa in via del Presto di San Martino. Prima della costruzione della basilica brunelleschiana era qui una serrata fila di case, che faceva apparire la strada particolarmente buia e appartata, da cui i nomi, documentati per questo solo tratto, di chiasso Perduto e di via dei Pizzicotti. Quest'ultimo appellativo, come per il distrutto Arco dei Pizzicotti vicino al ponte Santa Trinita, derivava da una sorta di "mano morta" favorita in quel caso dallo stretto passaggio, in questo dall'oscurità.

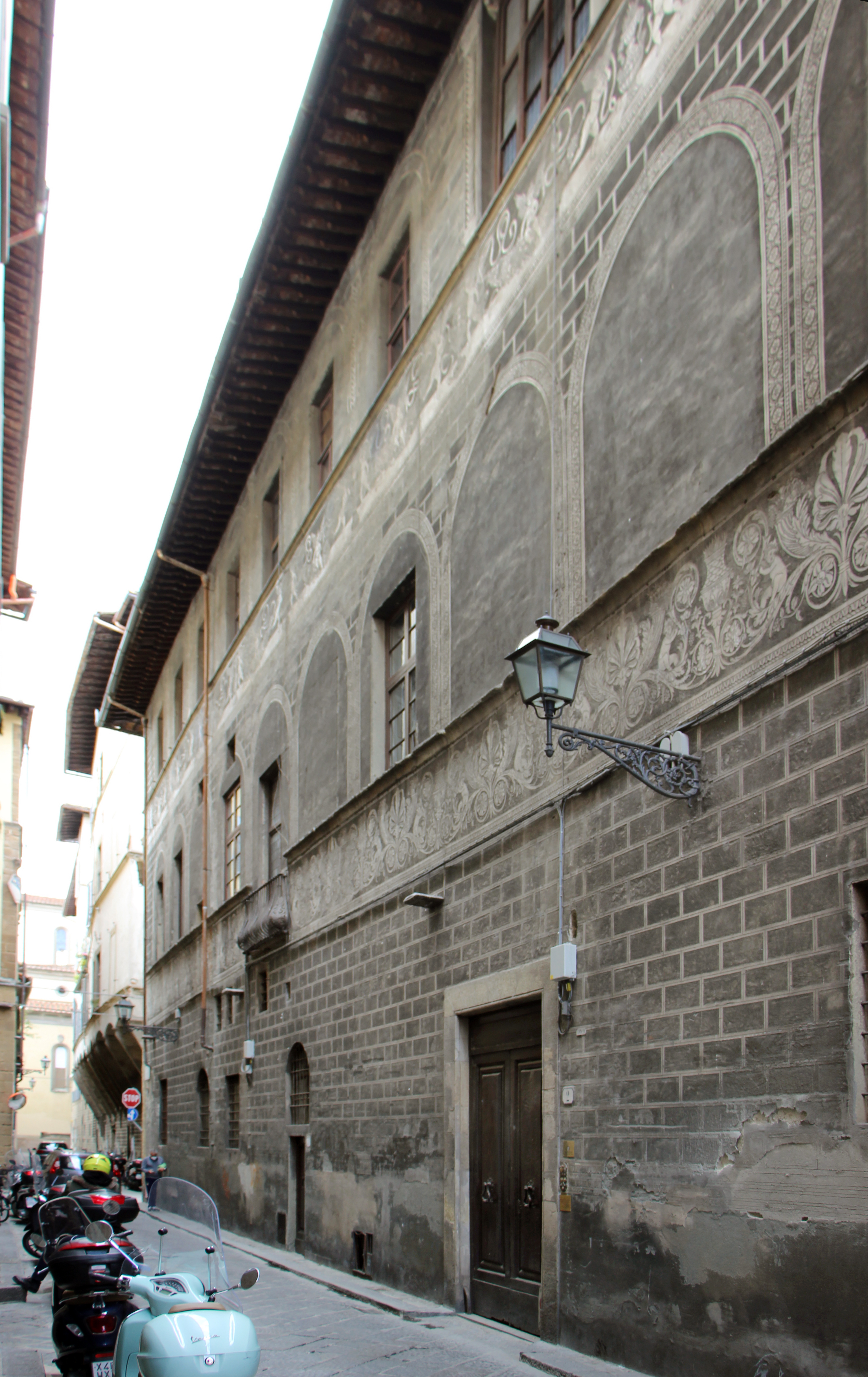
Palazzo Coverelli
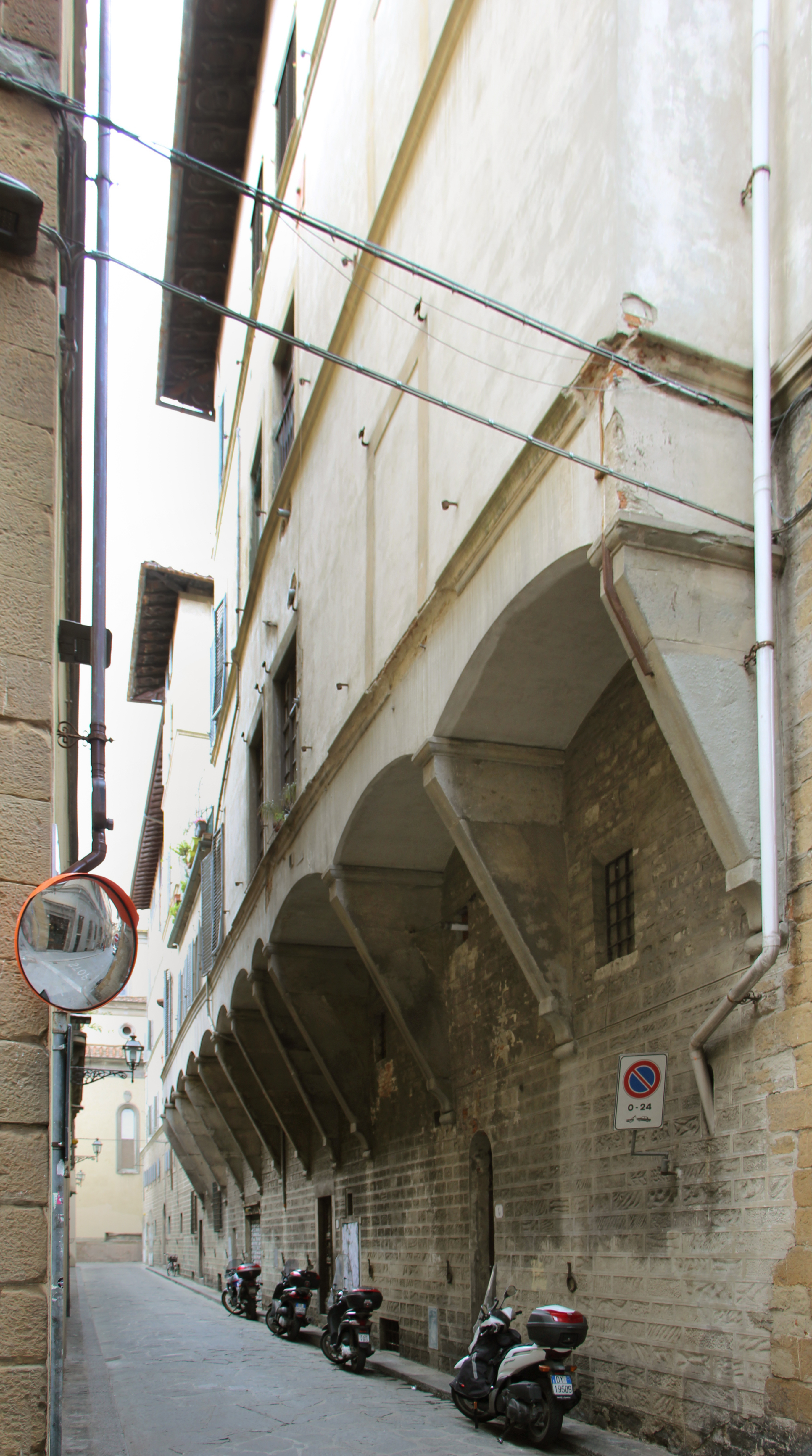
Palazzo Machiavelli
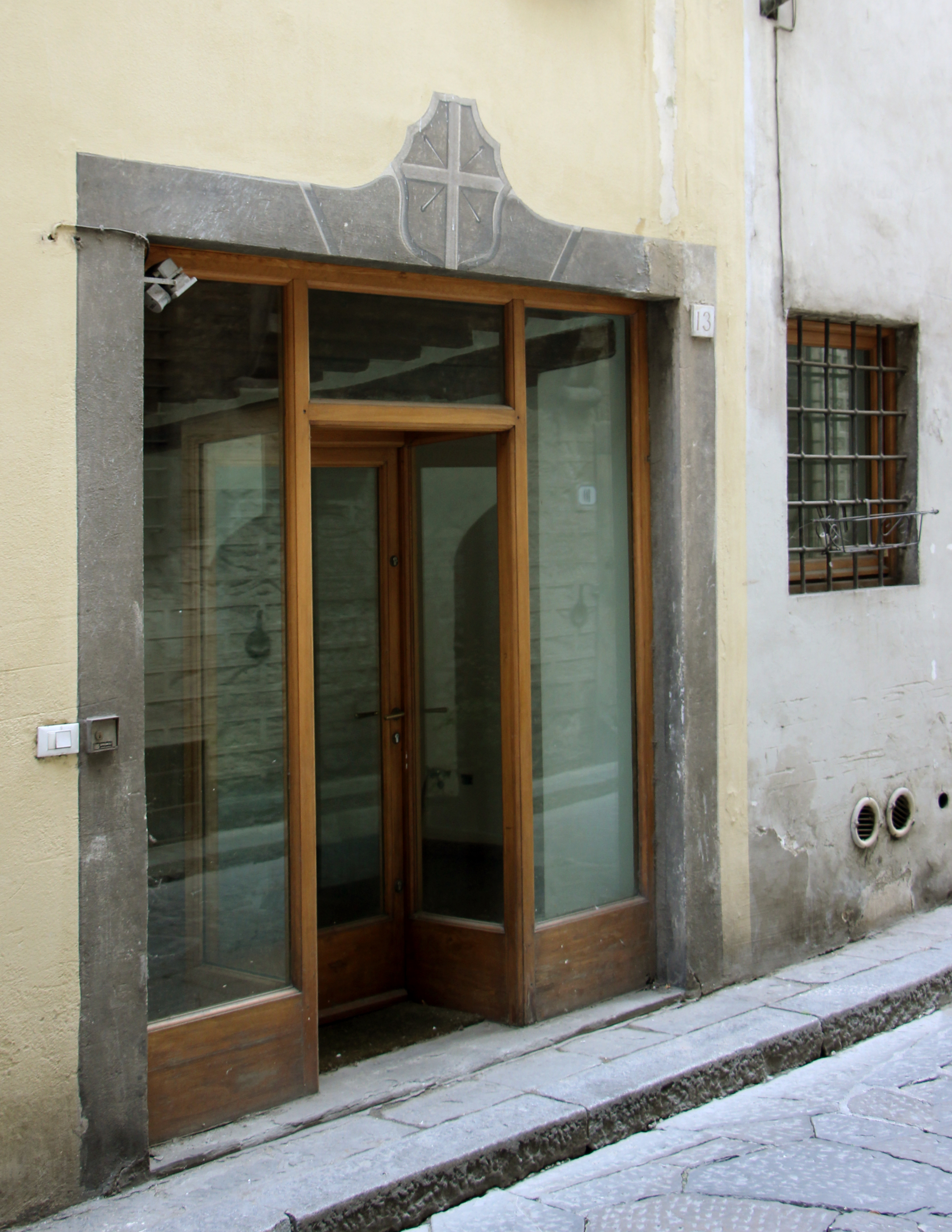
Rimesse Machiavelli
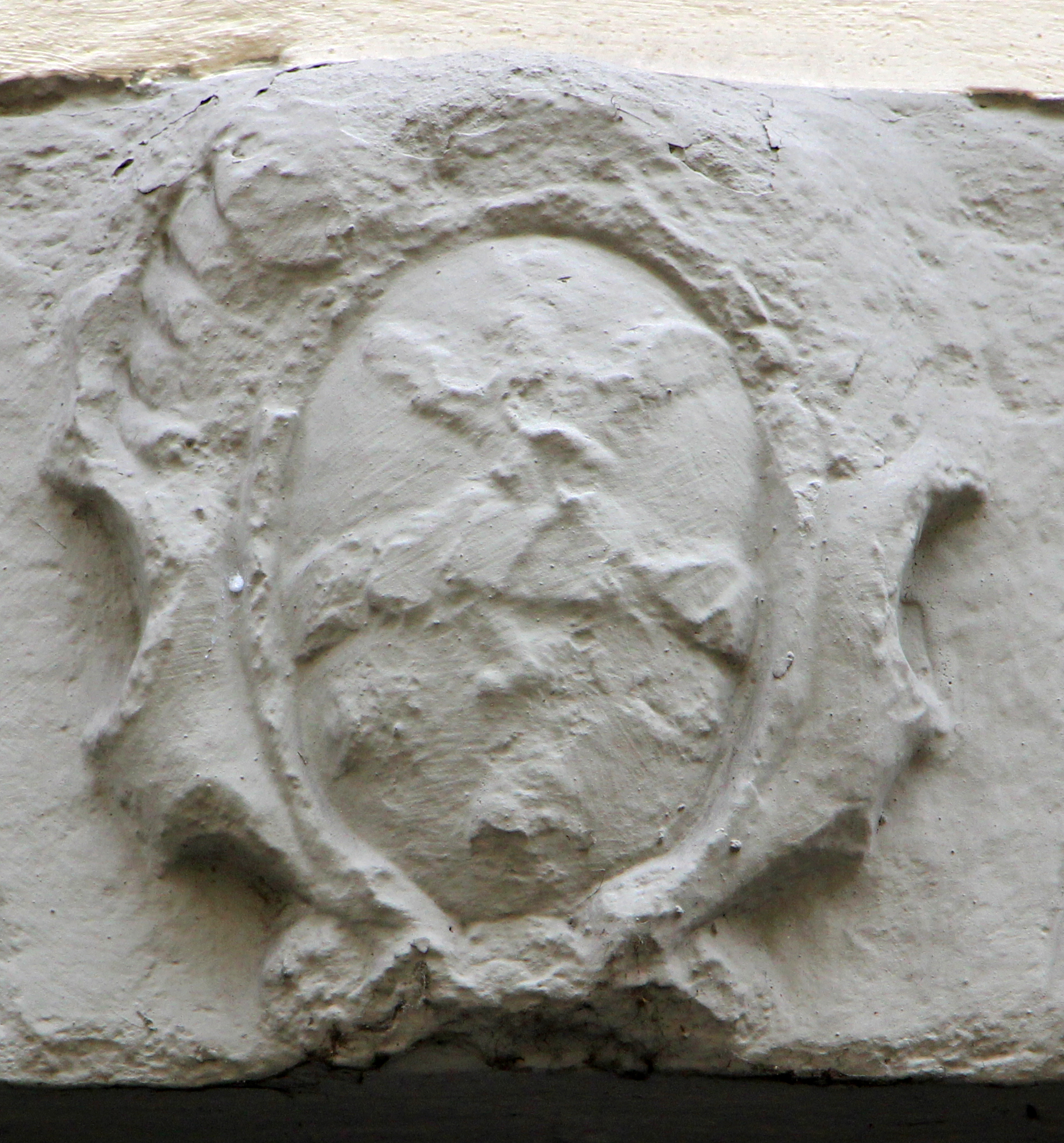
Stemma al 27 rosso
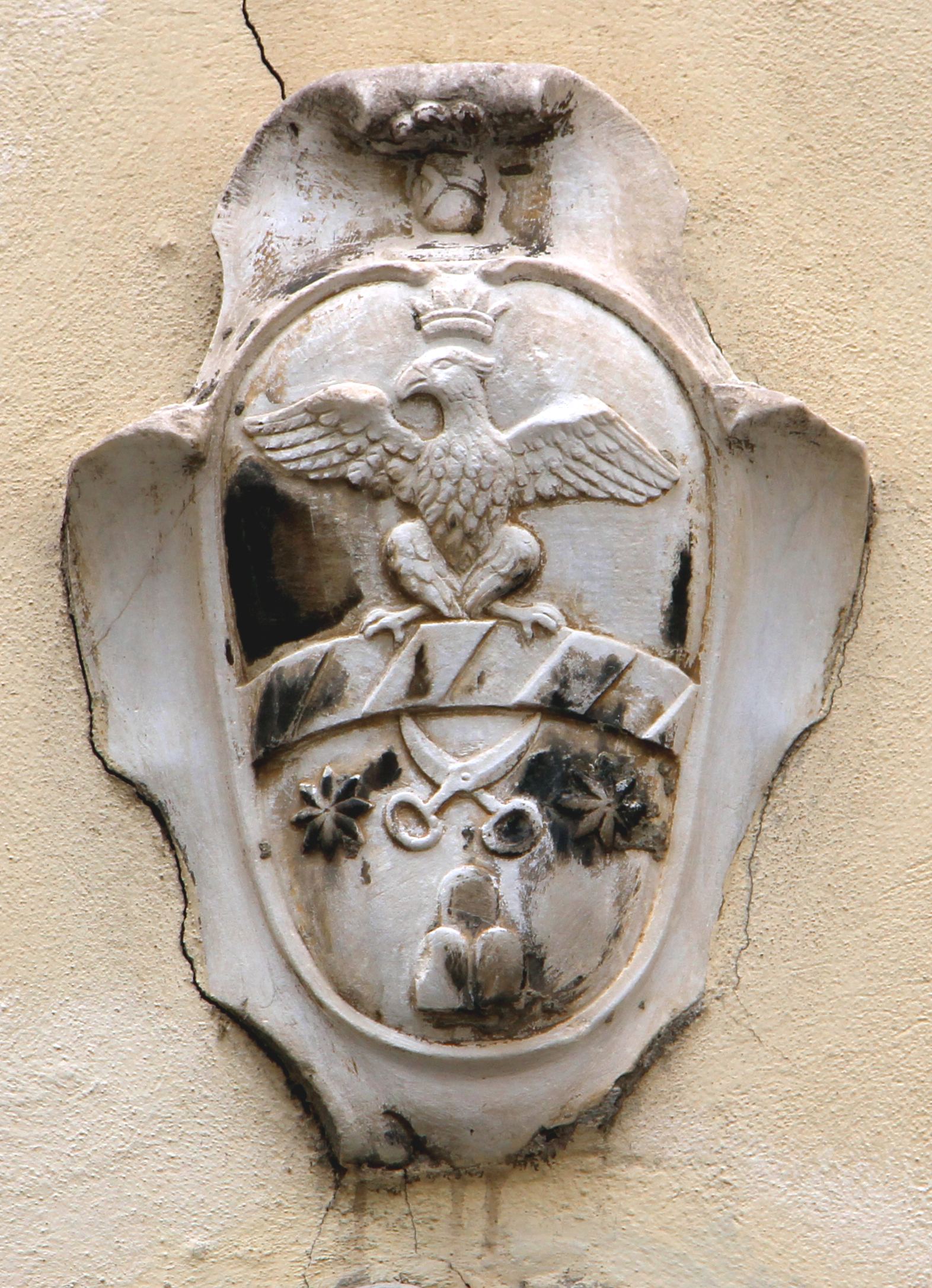
Stemma al n. 8

### Tabernacoli
Sotto uno degli sporti di palazzo Machiavelli si trova un rilievo in marmo di Santa Barbara presso la torre. 
All'angolo con via del Presto di San Martino un'edicola in pietra di fattura settecentesca contiene una tela coeva con l'Annunciazione.

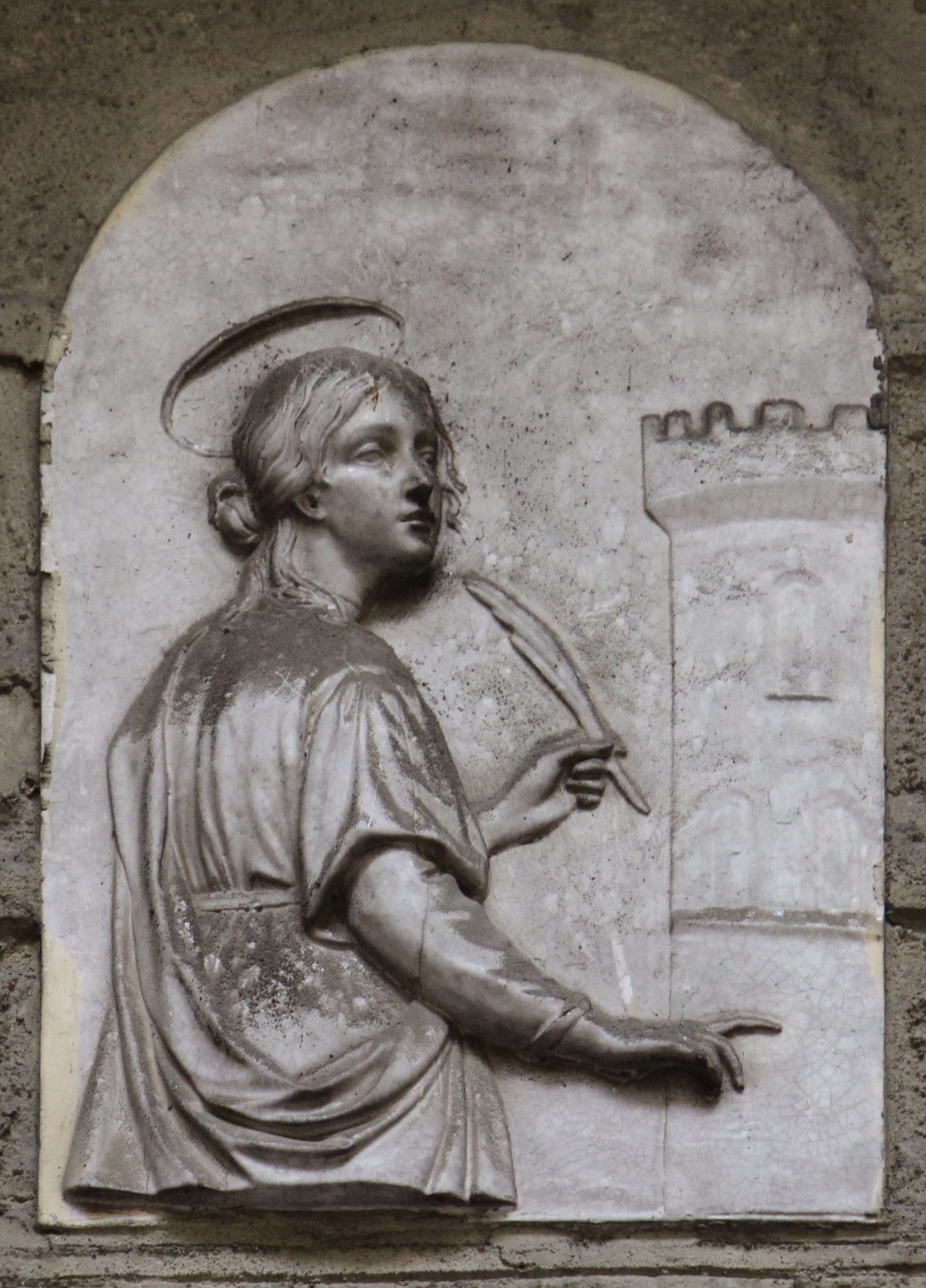
Rilievo con Santa Barbara
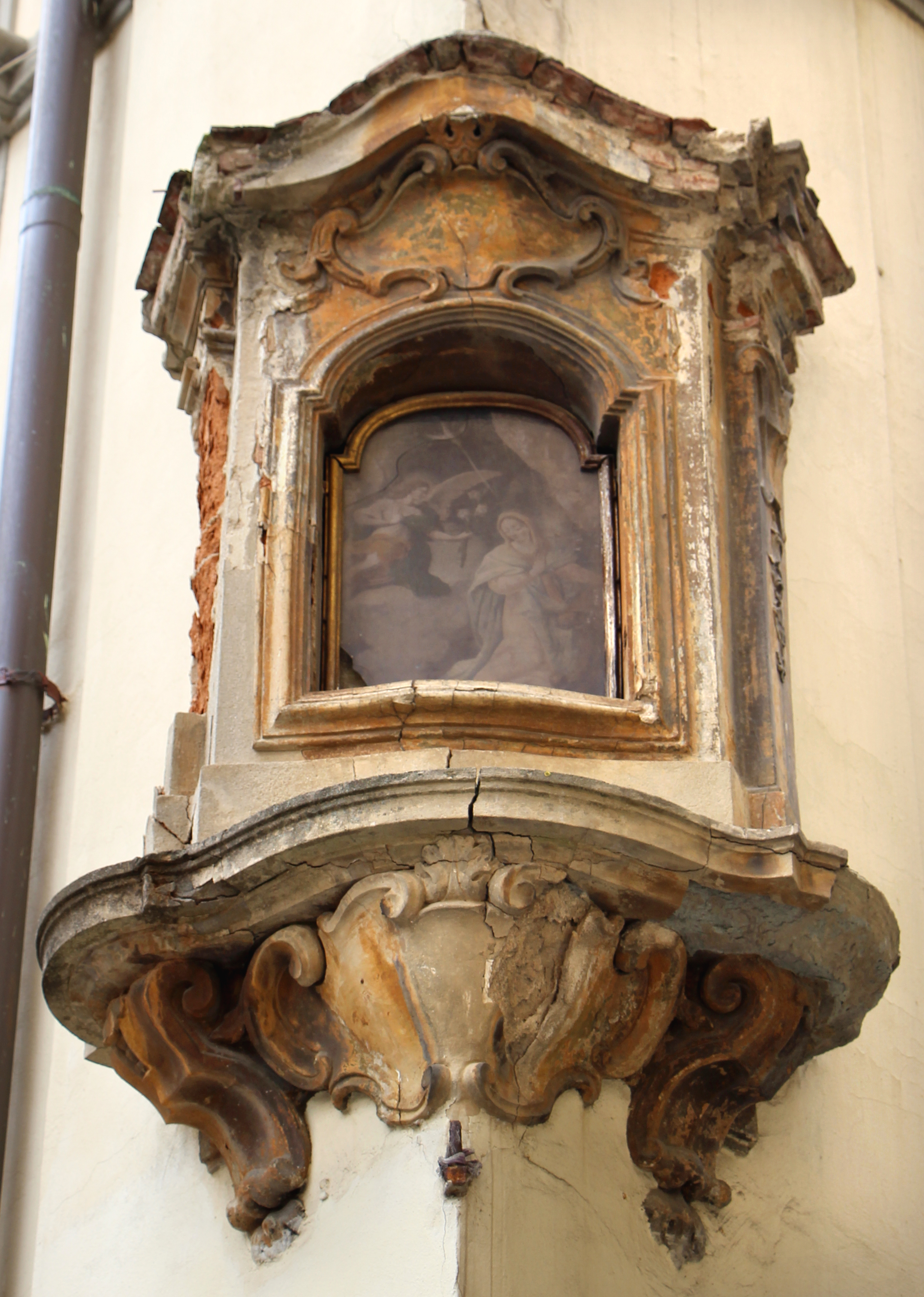
Tabernacolo in angolo con via del Presto di San Martino
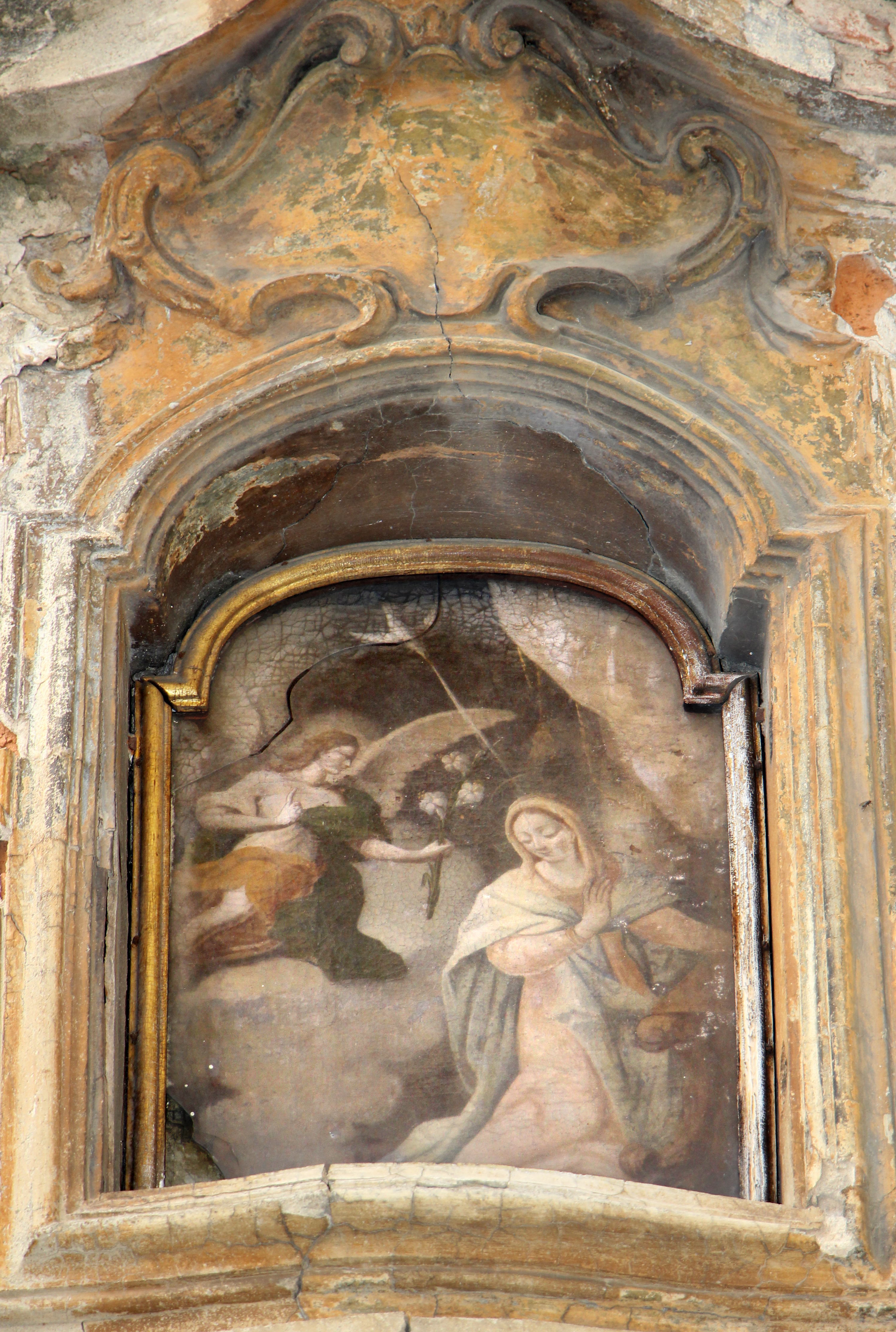
Annunciazione

## Note

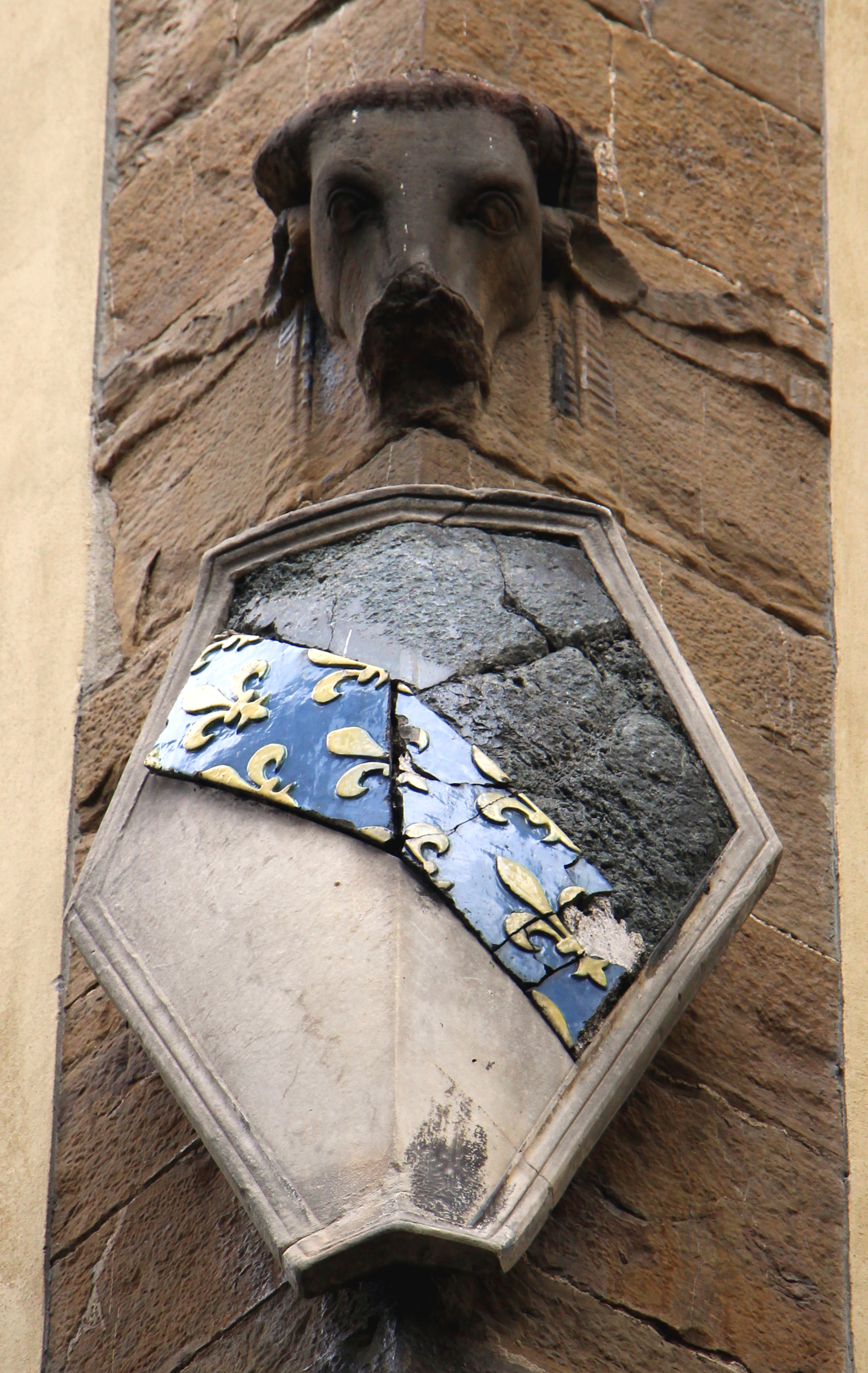
Stemma Vettori sul palazzo Vettori di Santo Spirito